# Teucholabis flavithorax
Teucholabis flavithorax är en tvåvingeart som först beskrevs av Christian Rudolph Wilhelm Wiedemann 1821.  Teucholabis flavithorax ingår i släktet Teucholabis och familjen småharkrankar. Inga underarter finns listade i Catalogue of Life.